# Ponto de Impacto
Deception Point (Ponto de Impacto, no Brasil; A Conspiração, em Portugal) é um livro escrito pelo estadunidense Dan Brown e lançado em 2001. Ganhou diversos prêmios internacionais e foi muito elogiado pelo Washington Post.

## Sinopse
Quando a NASA encontra um enorme meteorito enterrado na geleira Milne, no alto Ártico, contendo fósseis – uma prova irrefutável da existência de vida extraterrestre - as autoridades políticas americanas se movimentam para tomar vantagem de tal acontecimento. O fascinante achado acontece exatamente quando a NASA se tornou uma questão central na disputa pela presidência que está para acontecer. O candidato à reeleição, o presidente Zachary Herney, vem perdendo pontos com os ataques de seu oponente, o senador Sedgwick Sexton, à ineficiência e aos gastos excessivos da agência espacial.
Para evitar especulações sobre a autenticidade do meteorito, a Casa Branca convoca Rachel Sexton, analista do NRO – o Escritório Nacional de Reconhecimento – e filha do adversário do presidente, para verificar os dados levantados pela NASA. Além dela, quatro renomados cientistas são enviados para o Ártico, entre eles o oceanógrafo e apresentador de TV Michael Tolland.
Mas quando suspeitas de fraude surgem, os cientistas passam a ser caçados por uma equipe de assassinos profissionais, controlada à distância por um inimigo poderoso. Tentando escapar da morte, Rachel e Michael enfrentam os perigos da gelada paisagem do Ártico e inúmeras outras ameaças enquanto tentam descobrir quem se esconde por trás dessa genial armação.

## Personagens
- Rachel Sexton - Analista, trabalha no NRO. Filha de Sedgewick Sexton. Personagem principal do livro.
- Michael Tolland - Oceanógrafo, produtor de documentários e capitão de um SWATH chamado Goya. Segundo personagem principal.
- Zachary Herney - Presidente dos Estados Unidos, está concorrendo para um segundo mandato.
- Sedgewick Sexton - Senador americano que concorre nas eleições contra Zachary Herney. Pai de Rachel Sexton.
- Lawrence Ekstrom - Administrador da NASA.
- William (Bill) Pickering - Diretor da NRO.
- Marjorie Tench - Conselheira sênior de Herney.
- Gabrielle Ashe - Assistente pessoal de Sedgewick Sexton.
- Corky Marlinson - Astrofísico, um dos quatro cientistas civis que analisaram a veracidade do meteorito.
- Wailee Ming - Paleontólogo, um dos quatro cientistas que analisaram o meteorito.
- Dra. Norah Mangor - Glaciologista, foi convidada a analisar o meteorito, junto com Tolland, Corky e Ming.
- Delta-Um, Delta-Dois e Delta-Três - Soldados da Força Delta.
- Charles Brophy - Géologo canadense.
- Chris Harper - Gerente do Projeto PODS
- Yolanda Cole - Amiga de Gabrielle Ashe, e editora de assuntos da rede de TV ABC, em Washington
- Katherine Wentworth Sexton - Mãe já falecida de Rachel, esposa do Senador Sexton.
- Celia Birch - Esposa de Michael Tolland. A morte de Celia instigou o amor de Tolland pelo mar.
- Diana Pickering - Filha morta de William Pickering.
- Xavia - Geologista marinha, trabalha na equipe do programa de Michael Tolland.